# 講談社学術文庫
講談社学術文庫（こうだんしゃがくじゅつぶんこ）は、講談社刊の文庫判・学術書レーベル、1976年（昭和51年）6月に創刊。シンボルマークは、古代エジプトで知識や学問の象徴とされていた「トキ」（アフリカクロトキ）の姿をした神トートである。
単行判・選書新書の（改訂・改題も含む）再刊、古典新訳のみならず、文庫書き下ろしでの出版も多い。約40年間で2000冊代を刊行、重版多数の書目がある一方で、初版のみで品切絶版となった書目も多いが、合本改版や改訂再刊、電子書籍化されることもある。
2011年（平成23年）より、電子書籍版を購入できるiOS用のアプリケーション「選書メチエ＆学術文庫」をApp Storeを配信している。
2018年からは127%に拡大した大文字版をプリントオンデマンド（POD）で1冊からの注文することが可能になった。

## 概要
岩波文庫（1970年代当時）は、評価の定まった古典を軸に出版を行っていたが、学術文庫は「学術をポケットに入れることをモットーにして生まれた文庫」という言葉から明確に、人文・社会科学系の学術書を軸に刊行を行っている。創刊以来、一貫した装幀（蟹江征治・作）で刊行。
1980年代以降は、講談社文庫（1971年（昭和46年）7月発足）で刊行した哲学・思想系の書目を学術文庫へ移行。自社単行判では、『中国の歴史（旧版）』や『世界の歴史』（いずれも1970年代の刊行）、『日本の歴史』（1990年代 - 2000年代に刊行）、『興亡の世界史』、『中国の歴史（新版）』（各・2000年代）、『人類の知的遺産』（1980年代、一部）、『20世紀の思想家たち』（1990年代、一部）といった歴史・思想系叢書、現代新書・選書メチエなどの教養系叢書に加え、他社刊の文庫・新書・選書の品切書目も多く再刊している。
発足時からの方針で、国文学関係では久松潜一、池田亀鑑、今泉忠義といった国文学者による古典文学作品を、現代語訳・注釈を入れ積極的に多く刊行したことも特徴である。他社では文庫化されていない『今昔物語集』（天竺・震旦篇）、『讃岐典侍日記』、『今鏡』、『とりかへばや物語』、『今物語』などの作品が容易に入手できる。
2010年代に入り『三国志演義』、『水滸伝』など、中国古典文学の完訳・研究も出版している。
哲学思想・社会科学系では、創刊時より初期は、天野貞祐訳のカント『純粋理性批判』を復刊し、小泉信三や矢部貞治に代表される、旧制高校出身の学歴貴族に近い保守中道やオールド保守寄りと目されていた著者陣に加え、明治・大正・昭和に渡る教養主義の伝統とその現代へと通じる価値を探求提示する刊行書目だったが、創刊から三十数年を経て廣松渉、高橋哲哉といったラディカルレフトを含むまでにラインナップが広がっている。古典哲学（プラトン、アリストテレスや論語などの諸子百家）や、20世紀クラシックスの改訂版や新訳も刊行している。
徳富蘇峰『近世日本国民史』（十数年で全50巻）を刊行した。イザベラ・バードなど幕末・明治期の日本紀行や、第二次世界大戦（太平洋戦争史）・昭和史関連も多数刊行している。
自然科学や工学の分野は姉妹シリーズであるブルーバックスから刊行されているが、、朝永振一郎の『鏡の中の物理学』や、湯川秀樹の『物理講義』などロングセラーになっている自然科学の入門書、アルフレート・ヴェーゲナーの『大陸と海洋の起源』のような古典の翻訳も刊行されている。ブルーバックスで刊行されていた新書が絶版後に文庫化された例もある。
受験生向けの学習用書籍は扱わないが、他社で出版されていた評価の高い受験参考書（加地伸行『漢文法基礎』増進会出版社）、辞典・辞書類（『仏教名言辞典』東京堂出版）の再刊は行っている。